# Rps (単位)
rps（アールピーエス）は、回毎秒 (revolutions per second) または回転毎秒 (rotations per second) の略で、回転などの周期的現象が1秒間に繰り返される回数を示す単位である。回転/秒 や r/sec などとも表記される。
1 rps = 1 s−1 = 60 rpm である。国際単位系（SI）の単位は s−1（毎秒）である。
rpsという単位は、主として回転する機器（回転機）において、1/2周期を1回帰と見なし、1秒間に何度同じ回帰を繰り返したかを表す単位として用いられる。